# Lars Lindvall
Lars Erik Lindvall, född 10 december 1935 i Göteborgs Karl Johans församling, död 5 april 2019  i Sireköpinge distrikt i Skåne län, var en svensk språkvetare och professor.
Lars Lindvall var son till folkskollärarna Erik Lindvall och Elsa, ogift Johansson. Han blev efter akademiska studier filosofie magister vid Göteborgs universitet 1961, filosofie licentiat 1966 samt filosofie doktor och docent i romanska språk 1971. Han verkade som lärare, var docent vid Göteborgs universitet 1971–1983 och blev professor i romanska språk (särskilt franska) vid Lunds universitet 1984. Lindvall författade språkvetenskapliga artiklar och gjorde även översättningar.
Lars Lindvall var 1974 till 1979 gift med kulturjournalisten Ingrid Elam (född 1951) och fick med henne två barn: professor Johannes Lindvall (född 1975) och radiomedarbetaren Ylva Lindvall (född 1976), som är gift med Christer Lundberg. På äldre dagar var han sambo med Cecilia Jöngard (född 1953). Lindvall är begravd på Västra kyrkogården i Göteborg.

## Utmärkelser, ledamotskap och priser
- Ledamot av Kungl. Vitterhetsakademien (LHA)
- Ledamot av Vetenskapssocieteten i Lund (LVSL, 1985)[7]